# Милано Арена (стадион)
Стадион „Милано Арена“ е многофункционален стадион в град Куманово, Северна Македония.
Построен е през 1991 г. и разполага с капацитет от 7000 места. На него играе домакинските си мачове местния футболен отбор Милано Куманово. Покрива повечето от изискванията на УЕФА.